# Centrobasket 2014
El Centrobasket 2014, también conocido como el XXIV Campeonato de baloncesto de Centroamérica y el Caribe, fue la 24.ª edición del campeonato regional de Centroamérica y el Caribe de la FIBA Américas. Este torneo otorgó 4 plazas al Campeonato FIBA Américas de 2015 y 3 plazas a los Juegos Panamericanos de 2015. El torneo se celebró en la ciudad de Tepic, en Nayarit, México del 1 al 7 de agosto.

## Equipos participantes
- Bahamas
- Costa Rica
- Cuba
- República Dominicana
- Islas Vírgenes Estadounidenses
- Jamaica
- México (anfitrión)
- El Salvador
- Panamá
- Puerto Rico

Las Bahamas, Islas Vírgenes Estadounidenses y Cuba clasificaron del Campeonato CBC de 2014, que tuvo lugar del 1 al 5 de julio en Tórtola, Islas Vírgenes Británicas.

## Sistema de competición
Las diez selecciones participantes estuvieron divididas en dos grupos (A y B), luego se disputó una semifinal ubicando a las selecciones en llaves de acuerdo a su posición en la tabla de grupos y de allí se definierón los puestos para cada equipo y una final con los dos mejores de las respectivas llaves.

## Ronda preliminar

### Grupo A
| # | Equipo               | PJ | G | P | PE  | PP  | Dif | Pts |
| - | -------------------- | -- | - | - | --- | --- | --- | --- |
| 1 | República Dominicana | 4  | 4 | 0 | 305 | 243 | +62 | 8   |
| 2 | Cuba                 | 4  | 3 | 1 | 285 | 264 | +21 | 7   |
| 3 | Panamá               | 4  | 2 | 2 | 265 | 237 | +28 | 6   |
| 4 | Jamaica              | 4  | 1 | 3 | 245 | 261 | -16 | 5   |
| 5 | Costa Rica           | 4  | 0 | 4 | 210 | 305 | -95 | 4   |

| 1 de agosto de 2014 | Cuba                                                                         | 71–63                | Panamá                                                                  |                                        |  |
|                     | Parciales: 25-20, 13-13, 16-14, 17-16                                        |                      |                                                                         |                                        |  |
|                     | Estadísticas Osmel Oliva Garcia 17 Osmel Oliva Garcia 6 Osmel Oliva Garcia 4 | Reporte Pts Reb Asts | Estadísticas Michael Hicks 17 Jose Jaime Lloreda 9 Joel Gabriel Muñoz 3 | Pabellón: Auditorio de la Gente, Tepic |  |

| 1 de agosto de 2014 | Costa Rica                                                                             | 47–85                | República Dominicana                                            |                                        |  |
|                     | Parciales: 11-14, 6-25, 10-27, 20-19                                                   |                      |                                                                 |                                        |  |
|                     | Estadísticas Isaac Andres Conejo 17 Jefny Oliver Anderson 6 Alonso Sánchez Barrantes 3 | Reporte Pts Reb Asts | Estadísticas Gerardo Suero 13 Ronald Roberts 10 Juan Coronado 6 | Pabellón: Auditorio de la Gente, Tepic |  |

| 2 de agosto de 2014 | Jamaica                                                                                 | 58–70                | Cuba                                                                            |                                        |  |
|                     | Parciales: 12-22, 15-9, 19-15, 12-24                                                    |                      |                                                                                 |                                        |  |
|                     | Estadísticas Akeem Wayne Byron Scott 20 Ricardo Odayne Alliman 8 Weyinmi Efejuku Rose 3 | Reporte Pts Reb Asts | Estadísticas Jasiel Rivero Fernandez 18 Yoan Luis Haiti 11 Osmel Oliva Garcia 3 | Pabellón: Auditorio de la Gente, Tepic |  |

| 2 de agosto de 2014 | Panamá                                                                   | 84–40                | Costa Rica                                                                      |                                        |  |
|                     | Parciales: 14-11, 26-9, 26-9, 18-11                                      |                      |                                                                                 |                                        |  |
|                     | Estadísticas Michael Hicks 24 Jose Jaime Lloreda 17 Joel Gabriel Muñoz 7 | Reporte Pts Reb Asts | Estadísticas Kay Shomarie Martinez 20 Jefny Oliver Anderson 15 Alonso Sánchez 6 | Pabellón: Auditorio de la Gente, Tepic |  |

| 3 de agosto de 2014 | Costa Rica                                                                          | 56–64                | Jamaica                                                                               |                                        |  |
|                     | Parciales: 15-14, 13-13, 5-19, 23-18                                                |                      |                                                                                       |                                        |  |
|                     | Estadísticas Kay Shomarie Martinez 15 Jefny Oliver Anderson 7 Isaac Andres Conejo 4 | Reporte Pts Reb Asts | Estadísticas Weyinmi Efejuku Rose 23 Ricardo Odayne Alliman 10 Weyinmi Efejuku Rose 3 | Pabellón: Auditorio de la Gente, Tepic |  |

| 3 de agosto de 2014 | República Dominicana                                         | 71–56                | Panamá                                                                             |                                        |  |
|                     | Parciales: 25-4, 6-31, 17-10, 23-11                          |                      |                                                                                    |                                        |  |
|                     | Estadísticas James Maye 16 Manuel Fortuna 5 Manuel Fortuna 6 | Reporte Pts Reb Asts | Estadísticas Danilo Augustin Pinnock 17 Jose Jaime Lloreda 11 Joel Gabriel Muñoz 5 | Pabellón: Auditorio de la Gente, Tepic |  |

| 4 de agosto de 2014 | Cuba                                                                    | 72–67                | Costa Rica                                                                             |                                        |  |
|                     | Parciales: 24-10, 14-22, 23-20, 11-15                                   |                      |                                                                                        |                                        |  |
|                     | Estadísticas Yoan Luis Haiti 15 Yoan Luis Haiti 11 Osmel Oliva Garcia 5 | Reporte Pts Reb Asts | Estadísticas Kay Shomarie Martinez 20 Kay Shomarie Martinez 10 Kay Shomarie Martinez 4 | Pabellón: Auditorio de la Gente, Tepic |  |

| 4 de agosto de 2014 | Jamaica                                                                                      | 68–73        | República Dominicana                                       |                                        |  |
|                     | Parciales: 17-16, 17-18, 11-18, 23-21                                                        |              |                                                            |                                        |  |
|                     | Estadísticas Weyinmi Efejuku Rose 25 Garfield Montgomery Blair 9 Garfield Montgomery Blair 3 | Pts Reb Asts | Estadísticas Eloy Vargas 23 Eloy Vargas 10 Adris De León 6 | Pabellón: Auditorio de la Gente, Tepic |  |

| 5 de agosto de 2014 | Panamá                                                                                                  | 62–55                | Jamaica                                                                                      |                                        |  |
|                     | Parciales: 16-14, 14-16, 12-10, 20-15                                                                   |                      |                                                                                              |                                        |  |
|                     | Estadísticas Joel Gabriel Muñoz Castillo 13 Ruben Santiago Garces Riquelme 11 Danilo Augustin Pinnock 5 | Reporte Pts Reb Asts | Estadísticas Akeem Wayne Byron Scott 14 Ricardo Odayne Alliman 9 Garfield Montgomery Blair 2 | Pabellón: Auditorio de la Gente, Tepic |  |

| 5 de agosto de 2014 | República Dominicana                                       | 76–72                | Cuba                                                                                  |                                        |  |
|                     | Parciales: 20-24, 17-14, 17-18, 22-16                      |                      |                                                                                       |                                        |  |
|                     | Estadísticas Eloy Vargas 13 Ronald Roberts 10 Víctor Liz 3 | Reporte Pts Reb Asts | Estadísticas William Granda Lewis 16 Javier Justiz Ferrer 5 Yaser Rodriguez Alfonso 6 | Pabellón: Auditorio de la Gente, Tepic |  |

### Grupo B
| # | Equipo                         | PJ | G | P | PE  | PP  | Dif  | Pts |
| - | ------------------------------ | -- | - | - | --- | --- | ---- | --- |
| 1 | México                         | 4  | 4 | 0 | 346 | 250 | +96  | 8   |
| 2 | Puerto Rico                    | 4  | 3 | 1 | 343 | 269 | +74  | 7   |
| 3 | Islas Vírgenes Estadounidenses | 4  | 2 | 2 | 313 | 320 | -7   | 6   |
| 4 | Bahamas                        | 4  | 1 | 3 | 304 | 305 | -1   | 5   |
| 5 | El Salvador                    | 4  | 0 | 4 | 239 | 401 | -162 | 4   |

| 1 de agosto de 2014 | Puerto Rico                                                                   | 88–72                | Bahamas                                                                      |                                        |  |
|                     | Parciales: 19-10, 23-14, 23-25, 23-23                                         |                      |                                                                              |                                        |  |
|                     | Estadísticas José Juan Barea 19 Carlos Ricardo López Sosa 8 José Juan Barea 5 | Reporte Pts Reb Asts | Estadísticas Chavano Rainer Hield 30 Scott Arrindell Farrington 5 Ray Rose 5 | Pabellón: Auditorio de la Gente, Tepic |  |

| 1 de agosto de 2014 | México                                                      | 74–64                | Islas Vírgenes Estadounidenses                                              |                                        |  |
|                     | Parciales: 14-12, 21-18, 19-15, 20-19                       |                      |                                                                             |                                        |  |
|                     | Estadísticas Francisco Cruz 20 Gustavo Ayon 14 Paul Stoll 5 | Reporte Pts Reb Asts | Estadísticas Khalid Mosiah Hart 11 Cuthbert Victor 8 Walter Wallace Hodge 3 | Pabellón: Auditorio de la Gente, Tepic |  |

| 2 de agosto de 2014 | Bahamas                                                            | 96–47                | El Salvador                                                                                   |                                        |  |
|                     | Parciales: 21-11, 16-14, 32-5, 27-17                               |                      |                                                                                               |                                        |  |
|                     | Estadísticas Alonzo Hinds 20 Chavano Rainer Hield 12 Marvin Gray 5 | Reporte Pts Reb Asts | Estadísticas James Patrick Valladares 14 James Patrick Valladares 7 Nefi Miguel Lee-Perdomo 2 | Pabellón: Auditorio de la Gente, Tepic |  |

| 2 de agosto de 2014 | Islas Vírgenes Estadounidenses                                              | 64–97                | Puerto Rico                                                               |                                        |  |
|                     | Parciales: 8-22, 20-20, 22-27, 14-28                                        |                      |                                                                           |                                        |  |
|                     | Estadísticas Khalid Mosiah Hart 11 Cuthbert Victor 8 Walter Wallace Hodge 4 | Reporte Pts Reb Asts | Estadísticas José Juan Barea 25 Carlos Ricardo López 8 Filiberto Rivera 5 | Pabellón: Auditorio de la Gente, Tepic |  |

| 3 de agosto de 2014 | El Salvador                                                                                 | 58–93                | Puerto Rico                                                            |                                        |  |
|                     | Parciales: 16-17, 15-22, 17-24, 10-30                                                       |                      |                                                                        |                                        |  |
|                     | Estadísticas James Patrick Valladares 20 Carlos Antonio Arias 7 Salvador Bandek Interiano 2 | Reporte Pts Reb Asts | Estadísticas Michael Rosario 19 Ramón Clemente 8 Carlos Ruben Rivera 7 | Pabellón: Auditorio de la Gente, Tepic |  |

| 3 de agosto de 2014 | Bahamas                                                                   | 57–90                | México                                                              |                                        |  |
|                     | Parciales: 6-23, 14-30, 17-22, 20-15                                      |                      |                                                                     |                                        |  |
|                     | Estadísticas Chavano Rainer Hield 17 Kadeem D'Arby Coleby 6 Marvin Gray 3 | Reporte Pts Reb Asts | Estadísticas Roman Eduardo Martinez 18 Gustavo Ayon 13 Paul Stoll 5 | Pabellón: Auditorio de la Gente, Tepic |  |

| 4 de agosto de 2014 | Islas Vírgenes Estadounidenses                                           | 80–79                | Bahamas                                                                      |                                        |  |
|                     | Parciales: 20-22, 20-19, 26-17, 14-21                                    |                      |                                                                              |                                        |  |
|                     | Estadísticas Cuthbert Victor 15 Cuthbert Victor 7 Walter Wallace Hodge 5 | Reporte Pts Reb Asts | Estadísticas Mychel Leslie Thompson 18 Kadeem D'Arby Coleby 8 Alonzo Hinds 4 | Pabellón: Auditorio de la Gente, Tepic |  |

| 4 de agosto de 2014 | México                                                          | 107–64               | El Salvador                                                                                    |                                        |  |
|                     | Parciales: 23-16, 24-11, 38-16, 22-21                           |                      |                                                                                                |                                        |  |
|                     | Estadísticas Paul Stoll 18 Rodrigo Adrian Zamora 6 Paul Stoll 5 | Reporte Pts Reb Asts | Estadísticas James Patrick Valladares 24 Nefi Miguel Lee-Perdomo 5 Salvador Bandek Interiano 7 | Pabellón: Auditorio de la Gente, Tepic |  |

| 5 de agosto de 2014 | El Salvador                                                                               | 70–105       | Islas Vírgenes Estadounidenses                                             |                                        |  |
|                     | Parciales: 13-32, 19-30, 16-25, 22-18                                                     |              |                                                                            |                                        |  |
|                     | Estadísticas Alejandro Antonio Arias 16 Nefi Miguel Lee-Perdomo 11 Carlos Antonio Arias 5 | Pts Reb Asts | Estadísticas Johnathan Gray 26 Khalid Mosiah Hart 9 Walter Wallace Hodge 5 | Pabellón: Auditorio de la Gente, Tepic |  |

| 5 de agosto de 2014 | Puerto Rico                                                              | 65–75                | México                                                           |                                        |  |
|                     | Parciales: 19-15, 16-15, 20-23, 10-22                                    |                      |                                                                  |                                        |  |
|                     | Estadísticas José Juan Barea 24 Carlos Ricardo López 7 José Juan Barea 4 | Reporte Pts Reb Asts | Estadísticas Jorge Gutiérrez 24 Gustavo Ayon 6 Jorge Gutiérrez 5 | Pabellón: Auditorio de la Gente, Tepic |  |

## Ronda eliminatoria
|  | Semifinales          | Semifinales         |    |                      | Final               | Final |  |
|  |                      |                     |    |                      |                     |       |  |
|  |                      |                     |    |                      |                     |       |  |
|  | 6 de agosto de 2014  |                     |    |                      |                     |       |  |
|  | República Dominicana | 73                  |    |                      |                     |       |  |
|  | Puerto Rico          | 78                  |    |                      |                     |       |  |
|  |                      |                     |    |                      |                     |       |  |
|  |                      |                     |    |                      | 7 de agosto de 2014 |       |  |
|  |                      |                     |    |                      | Puerto Rico         | 60    |  |
|  |                      | México              | 74 |                      |                     |       |  |
|  |                      |                     |    |                      |                     |       |  |
|  |                      |                     |    |                      |                     |       |  |
|  |                      |                     |    |                      | Tercer lugar        |       |  |
|  | 6 de agosto de 2014  | 6 de agosto de 2014 |    | 7 de agosto de 2014  | 7 de agosto de 2014 |       |  |
|  | México               | 85                  |    | República Dominicana | 75                  |       |  |
|  | Cuba                 | 70                  |    |                      | Cuba                | 66    |  |

### Semifinales
| 6 de agosto de 2014 | República Dominicana                                             | 73–78                | Puerto Rico                                                              |                                        |  |
|                     | Parciales: 15-16, 14-18, 23-17, 21-27                            |                      |                                                                          |                                        |  |
|                     | Estadísticas Edward Santana 14 Edward Santana 10 Juan Coronado 6 | Reporte Pts Reb Asts | Estadísticas José Juan Barea 18 Devon Alexis Collier 7 José Juan Barea 7 | Pabellón: Auditorio de la Gente, Tepic |  |

| 6 de agosto de 2014 | México                                                      | 85–70                | Cuba                                                                         |                                        |  |
|                     | Parciales: 25-12, 17-20, 24-19, 19-19                       |                      |                                                                              |                                        |  |
|                     | Estadísticas Gustavo Ayon 28 Gustavo Ayon 15 Gustavo Ayon 6 | Reporte Pts Reb Asts | Estadísticas Osmel Oliva Garcia 15 Osmel Oliva Garcia 7 Osmel Oliva Garcia 2 | Pabellón: Auditorio de la Gente, Tepic |  |

### Tercer lugar
| 7 de agosto de 2014 | República Dominicana                                            | 75–66                | Cuba                                                                   |                                        |  |
|                     | Parciales: 17-18, 17-19, 31-14, 10-15                           |                      |                                                                        |                                        |  |
|                     | Estadísticas Edward Santana 16 Edward Santana 8 Juan Coronado 5 | Reporte Pts Reb Asts | Estadísticas Yoan Luis Haiti 12 Yoan Luis Haiti 7 Osmel Oliva Garcia 7 | Pabellón: Auditorio de la Gente, Tepic |  |

### Final
| 7 de agosto de 2014 | Puerto Rico                                                         | 60–74                | México                                                      |                                        |  |
|                     | Parciales: 14-16, 21-11, 13-25, 12-22                               |                      |                                                             |                                        |  |
|                     | Estadísticas Michael Rosario 14 José Juan Barea 5 José Juan Barea 4 | Reporte Pts Reb Asts | Estadísticas Gustavo Ayon 16 Gustavo Ayon 16 Gustavo Ayon 4 | Pabellón: Auditorio de la Gente, Tepic |  |

| Campeón México |
| Tercer título  |

## Posiciones finales
Este torneo otorgó cuatro plazas al Campeonato FIBA Américas de 2015. Sin embargo, como México fue nombrado anfitrión del evento, fueron clasificados automáticamente al campeonato. Así que Panamá clasificó al campeonato al finalizar en el quinto puesto.
| Pos.              | Equipo                         | Récord |
| ----------------- | ------------------------------ | ------ |
| Medalla de oro    | México                         | 6-0    |
| Medalla de plata  | Puerto Rico                    | 4-2    |
| Medalla de bronce | República Dominicana           | 5-1    |
| 4                 | Cuba                           | 3-3    |
| 5                 | Panamá                         | 2-2    |
| 6                 | Islas Vírgenes Estadounidenses | 2-2    |
| 7                 | Bahamas                        | 1-3    |
| 8                 | Jamaica                        | 1-3    |
| 9                 | Costa Rica                     | 0-4    |
| 10                | El Salvador                    | 0-4    |

|  | Clasificado al Campeonato FIBA Américas de 2015 como anfitrión y a los Juegos Panamericanos de 2015 |
|  | Clasificados al Campeonato FIBA Américas de 2015 y a los Juegos Panamericanos de 2015               |
|  | Clasificados al Campeonato FIBA Américas de 2015                                                    |